# Почётные звания Татарстана
Почётные звания Республики Татарстан — государственные награды Татарстана.

## Список почётных званий
Законом Республики Татарстан от 24 марта 2004 года № 25-ЗРТ «О государственных наградах Республики Татарстан» установлены следующие почётные звания:
1. Народный артист Республики Татарстан
2. Народный писатель Республики Татарстан
3. Народный поэт Республики Татарстан
4. Народный учитель Республики Татарстан
5. Народный художник Республики Татарстан
6. Заслуженный агроном Республики Татарстан[тат.]
7. Заслуженный артист Республики Татарстан
8. Заслуженный архитектор Республики Татарстан[тат.]
9. Заслуженный ветеринарный врач Республики Татарстан[тат.]
10. Заслуженный врач Республики Татарстан[тат.]
11. Заслуженный геолог Республики Татарстан[тат.]
12. Заслуженный деятель искусств Республики Татарстан
13. Заслуженный деятель науки Республики Татарстан[тат.]
14. Заслуженный животновод Республики Татарстан[тат.]
15. Заслуженный землеустроитель Республики Татарстан[тат.]
16. Заслуженный зоотехник Республики Татарстан[тат.]
17. Заслуженный изобретатель Республики Татарстан[тат.]
18. Заслуженный лесовод Республики Татарстан[тат.]
19. Заслуженный машиностроитель Республики Татарстан[тат.]
20. Заслуженный мелиоратор Республики Татарстан[тат.]
21. Заслуженный механизатор сельского хозяйства Республики Татарстан[тат.]
22. Заслуженный нефтяник Республики Татарстан[тат.]
23. Заслуженный работник высшей школы Республики Татарстан[тат.]
24. Заслуженный работник жилищно-коммунального хозяйства Республики Татарстан[тат.]
25. Заслуженный работник здравоохранения Республики Татарстан[тат.]
26. Заслуженный работник культуры Республики Татарстан[тат.]
27. Заслуженный работник легкой промышленности Республики Татарстан[тат.]
28. Заслуженный работник пищевой промышленности Республики Татарстан[тат.]
29. Заслуженный работник информатизации и связи Республики Татарстан[тат.]
30. Заслуженный работник сельского хозяйства Республики Татарстан[тат.]
31. Заслуженный работник социальной защиты населения Республики Татарстан[тат.]
32. Заслуженный работник сферы обслуживания населения Республики Татарстан[тат.]
33. Заслуженный работник сферы молодёжной политики Республики Татарстан
34. Заслуженный работник транспорта Республики Татарстан[тат.]
35. Заслуженный работник физической культуры Республики Татарстан[тат.]
36. Заслуженный рационализатор Республики Татарстан[тат.]
37. Заслуженный сотрудник органов внутренних дел Республики Татарстан[тат.]
38. Заслуженный спасатель Республики Татарстан[тат.]
39. Заслуженный строитель Республики Татарстан[тат.]
40. Заслуженный учитель Республики Татарстан[тат.]
41. Заслуженный химик Республики Татарстан[тат.]
42. Заслуженный эколог Республики Татарстан[тат.]
43. Заслуженный экономист Республики Татарстан[тат.]
44. Заслуженный энергетик Республики Татарстан[тат.]
45. Заслуженный юрист Республики Татарстан[тат.]
46. Заслуженный работник печати и массовых коммуникаций Республики Татарстан

## Нагрудный знак
Удостоенным почётных званий вручается соответствующий нагрудный знак. Описание нагрудного знака к почётным званиям утверждается Президентом Республики Татарстан.
Нагрудный знак к почётному званию носится на правой стороне груди.
Указом Президента Республики Татарстан от 16 июня 2004 года № УП-460 «О мерах по реализации Закона Республики Татарстан „О государственных наградах Республики Татарстан“» утверждено описание нагрудного знака.
Нагрудный знак имеет форму круга диаметром 34 мм и изготавливается из серебра 925 пробы.
На лицевой стороне знака помещено рельефное изображение динамичной композиции из наклонных разновеликих полос и пятиконечной звезды на переднем плане, символизирующей стремление к новым трудовым достижениям. По позолоченной окружности медали между прерывающимися ободками надписи:
- слева — Халык артисты, Халык язучысы, Халык шагыйре, Халык укытучысы, Халык рэссамы и справа соответственно — Народный артист, Народный писатель, Народный поэт, Народный учитель, Народный художник (для знаков к почетным званиям, предусмотренным пунктами 1—5 статьи 21 Закона Республики Татарстан «О государственных наградах Республики Татарстан»);

- слева — Атказанган хезмэткэр и справа — Заслуженный работник (для знаков к почетным званиям, предусмотренным пунктами 6—44 статьи 21 Закона Республики Татарстан «О государственных наградах Республики Татарстан»).

На оборотной стороне знака размещена рельефная надпись ТАТАРСТАН, под ней изображение лавровой ветви.
Знак при помощи ушка и кольца соединяется с прямоугольной колодкой, обтянутой шёлковой муаровой лентой зелёно-бело-красного цвета (цвета государственного флага Республики Татарстан). Ширина ленты — 12 мм, ширина зелёной и красной полос — 5 мм, ширина белой полосы — 2 мм.

## Почётные звания Татарской АССР
Указом Президиума Верховного Совета Татарской АССР от 1 февраля 1940 года «О почётных званиях Татарской АССР и Почётной Грамоте Президиума Верховного Совета Татарской АССР» были установлены почётные звания ТАССР:
1. Заслуженный деятель науки и техники Татарской АССР
2. Народный артист Татарской АССР
3. Заслуженный деятель искусств Татарской АССР
4. Заслуженный артист Татарской АССР
5. Заслуженный деятель школы Татарской АССР
6. Заслуженный врач Татарской АССР

Указом Президиума Верховного Совета Татарской АССР от 7 декабря 1948 года установлено почётное звание «Народный художник Татарской АССР».
24 марта 2004 года указ и все последующие акты о наградах Татарской АССР утратили силу.